# Tiger Stripes
Pour plus de détails, voir Fiche technique et Distribution.
Tiger Stripes est un drame fantastique malaisien réalisé par Amanda Nell Eu, sorti en 2023.
Le film est sélectionné lors de la Semaine de la critique au Festival de Cannes 2023, où le jury présidé par Audrey Diwan lui décerne le Grand Prix.

## Fiche technique
Sauf indication contraire, les informations mentionnées dans cette section peuvent être confirmées par les bases de données cinématographiques IMDb et Allociné,  présentes dans la section « Liens externes ».
- Titre original : Tiger Stripes
- Réalisation : Amanda Nell Eu
- Scénario : Amanda Nell Eu
- Musique : Gabber Modus Operandi
- Décors : Sharon Chin
- Costumes : Sharon Chin
- Photographie : Jimmy Gimferrer
- Son : Ting Li Lim
- Sociétés de production : Ghost Grrrl Pictures, Flash Forward Entertainment, Akanga Film Asia, Still Moving, Weydemann Bros, PRPL, Kawan Kawan Media
- Société de distribution : Jour2fête (France)
- Pays de production :  Malaisie
- Format : couleur - 1,85:1
- Genre : fantastique
- Durée : 95 minutes
- Dates de sortie :
  - France :  17 mai 2023 (Festival de Cannes) ; 13 mars 2024 (sortie nationale)
  - Malaisie :  19 octobre 2023 (sortie limitée)
  - Belgique :  24 avril 2024

## Distribution
Sauf indication contraire, les informations mentionnées dans cette section peuvent être confirmées par les bases de données cinématographiques IMDb et Allociné,  présentes dans la section « Liens externes ».
- Zafreen Zairizal : Zaffan
- Deena Ezral : Farah
- Piqa : Mariam
- June Lojong : Munah, la mère de Zaffan
- Khairunazwan Rodz : Azman, le père de Zaffan
- Shaheizy Sam : docteur Rahim, l'exorciste
- Fatimah Abu Bakar : Guru Besar, la professeure

## Distinctions

### Récompenses
- Festival de Cannes 2023 : Grand prix de la Semaine de la critique
- Festival international du film fantastique de Neuchâtel 2023 : Prix H. R. Giger « Narcisse du Meilleur Film »